# Dorcadion ganglbaueri
Dorcadion ganglbaueri là một loài bọ cánh cứng trong họ Cerambycidae.